# Дітмар Барч
Дітмар Гергард Барч (нім. Dietmar Gerhard Bartsch, нар. 31 березня 1958, Штральзунд, НДР) — німецький державний та громадський діяч. З 1997 по 2002 рік і з 2005 по 2007 рік був головою Партії демократичного соціалізму (PDS, колишня Соціалістична об'єднана партія Німеччини). З 2007 по 2010 рік — голова Лівої партії Німеччини та депутат Бундестагу . З жовтня 2015 року — співголова Лівої партії (разом із Сарою Вагенкнехт).

## Політичні погляди
Путінферштеєр. Виступає за зняття європейських санкцій щодо Росії
5 червня 2022 року у ЗМІ з'явилась інформація щодо позиції політика стосовно надання зброї Україні під час російського вторгнення. Дітмар Барч назвав "безглуздям" пропозиції допомоги ЗСУ важким озброєнням через "неможливість перемогти у війні з Росією".

## Особисте життя
Двічі одружений. Має 2 дітей.